# Джеймс Бліш
Джеймс Бенжамін Бліш (англ. James Benjamin Blish; 23 травня 1921, Іст Орандж, штат Нью-Джерсі — 30 липня 1975, Хенлі-на-Темзі, Англія) — американський та британський письменник-фантаст, також публікував критику на наукову фантастику інших авторів під псевдонімом Вільям Езелін-молодший.

## Біографія

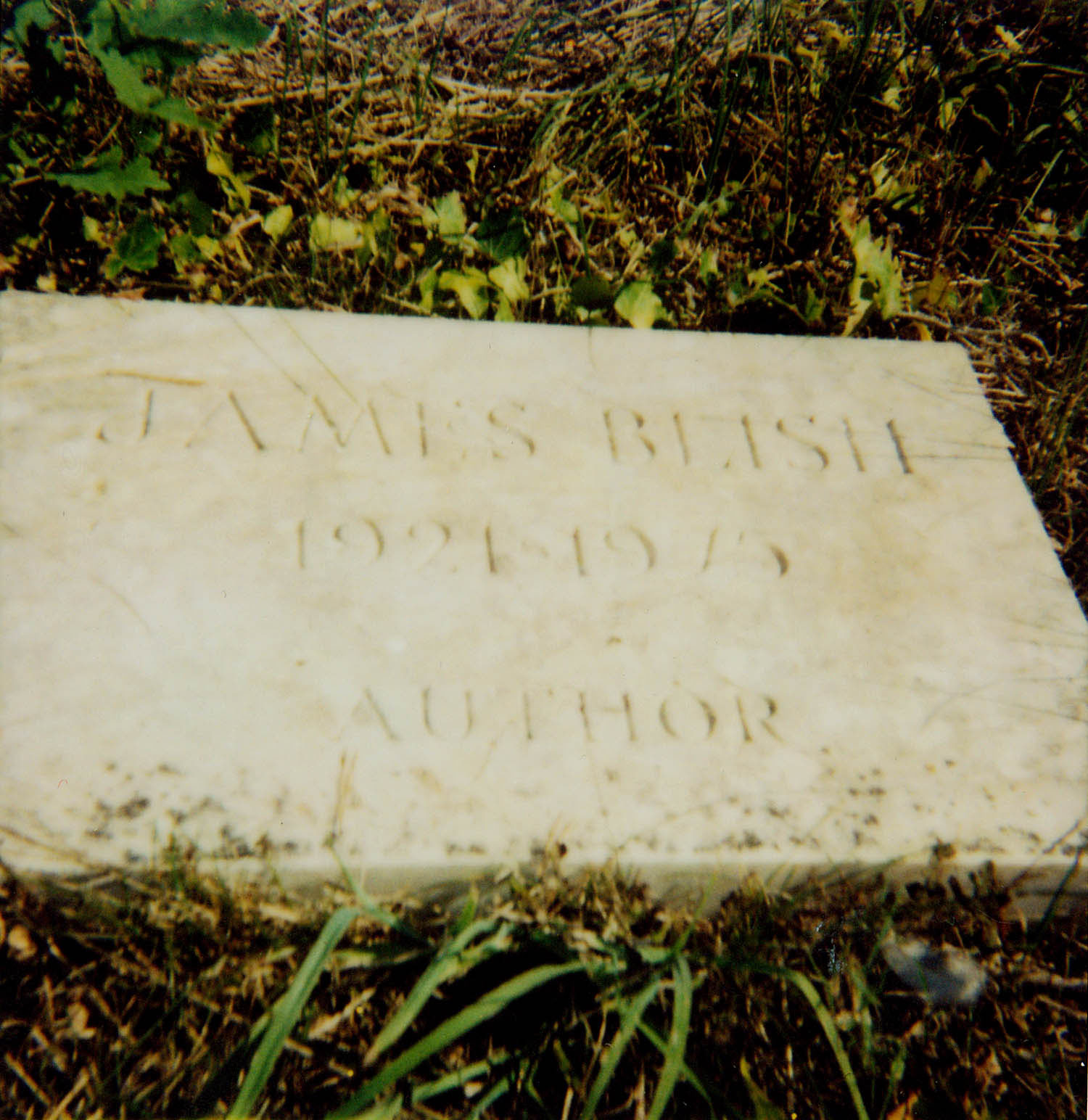
Могила Бліша. Оксфорд. Англія

Перші роботи Джеймс Бліш написав в 1940 році, це були оповідання «Аварійна дозаправка» («Emergency Refueling») і «Спадщина Ангела»(«Bequest of the Angel»). Протягом 1941-42 років написав ще десять оповідань, проте наступні п'ять років не написав нічого..
Він вчився на біолога в Рутгерському університеті (англ. Rutgers University) і в 1942-44 роках був медичним консультантом в армії США. Після війни почав працювати в компанії Pfizer. З часом він звільнився щоб стати професійним письменником. З 1947 року по 1963 був одружений з Вірджинією Кідд. З 1962 до 1968 працював в «Тютюновому Інституті» (англ. Tobacco Institute, Inc.). 1968 року переїхав в Оксфорд, Велика Британія, де і помер від раку легенів в 1975. Один з засновників британського Фонду наукової фантастики (англ. Science Fiction Foundation).
З 1967 і аж до смерті, Бліш писав оповідання на основі телесеріалу «Зоряний шлях». Загалом він написав 11 збірок адаптованих епізодів серіалу. Він помер не дописавши дванадцяту, проте його друга дружина Йодіт Лоренц (лат. Judith Ann Lawrence) закінчила збірку, а пізніше завершила збірку «Ангели Маду» (Mudd's Angels). В 1970 Бліш написав «Спок повинен померти!» (англ. «Spock Must Die!») — його оригінальний твір в всесвіті серіалу.
Йому приписують авторство терміна газовий гігант, в оповіданні «Сонячне сплетіння» («Solar Plexus»). (Історія була вперше опублікована в 1941 році, але ця версія не містить терміну; Бліш мабуть, додав його в версії твору, який був вперше опублікований в 1952 році).
Книги і статті Бліша зберігаються в Бодліанській бібліотеці в Оксфорді.

## Вибрані твори

### Міста у польоті
Мабуть найвідомішими творами Бліша є тетралогія під загальною назвою «Міста у польоті» (англ. Cities in Flight). В вигаданому світі існує анти-віковий препарат аскоміцин (його виготовляє фірма «Pfitzner», що є алюзією на фірму «Pfizer» в якій працював в той час автор). Іншою технологією є відкриття антигравітаційного пристрою з назвою «Генератор полярності гравітонів Діллона-Ваґнера» (англ. "Dillon-Wagoner Graviton Polarity Generator"). Використання пристрою дозволило підняти цілі міста в повітря, а з часом і в космос. В результаті необмеженої тривалості життя цілі міста змогли здійснювати космічні подорожі між зірками шукаючи кращої долі.
До циклу входять твори:
- 1956 — «Вони володітимуть зірками» (They Shall Have Stars) — антиутопія з світом часу маккартизму;
- 1955 — «Землянин, повернись додому» (Earthman Come Home) — збірка пов'язаних оповідань про життя в літаючому Нью-Йорку:
- 1958 — «Тріумф часу» (The Triumph of Time) — кінець всесвіту автора;
- 1962 — «Життя для зірок» (A Life for the Stars)- збірка оповідань про дорослішання посеред літаючих міст.

### Схоліум Хартеля,англ.The Haertel Scholium
Даним терміном називають велику кількість творів Джеймса Бліша, дія яких відбувається в вигаданому всесвіті де винайшли дві технології: радіо Дірака (Dirac Radio) і прискорювач Хартеля (The Haertel Overdrive). В даному всесвіті відбуваються події найвідомішого роману «Справа совісті» (A Case of Conscience) а також циклу повістей «Засіяні зірки» (The Seedling Stars).
Хартель винайшов свій прискорювач з метою швидких подорожей на Марс (повість «Ласкаво просимо на Марс!» англ. Welcome to Mars!), і принцип його роботи визначається в Хартелевій космології, яка за словами автора: «проковтнула Ейнштейна, як в свій час Ейнштейн проковтнув Ньютона» англ. "...swallowed Einstein the way Einstein swallowed Newton.". Радіо Дірака — пристрій здатний передавати сигнали швидше за світло.
- 1959 — Галактичне Скупчення (Galactic Cluster) — збірка оповідань, найбільш відомі з якої: «Біп»(«Beep») і «Звичайний час»(«Common Time»).
- 1961 — Так близько до дому (So Close to Home) — збірка оповідань.
- 1961 — Жителі зірок (The Star Dwellers)
- 1965 — Політ до серця зірок (Mission to the Heart Stars) — продовження історії «Жителі зірок»
- 1967 — Ласкаво просимо на Марс! (Welcome to Mars!)
- 1970 — Будь-коли (Anywhen) — збірка повістей.
- 1972 — Століття літнього сонцестояння (Midsummer Century)

### З такими знаннями,англ.After Such Knowledge

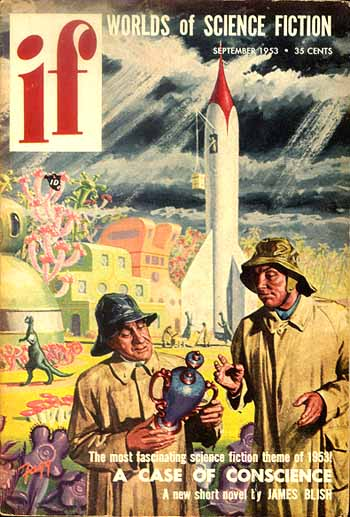
Перша публікація "A Case of Conscience, Вересень 1953

Трилогія основними питаннями якої є ціна знань для людини. Назва трилогії — початок вірша Томаса Еліота. До трилогії входять:
- Справа совісті (A Case of Conscience) — роман про біолога-єзуїта, який досліджуючи заселену розумними істотами планету усвідомлює, що її існування свідчить про можливість здійснення акту творіння Сатаною.
- Доктор Чудесний (Doctor Mirabilis) — історичний роман про Роджера Бекона.
- Чорний Великдень (Black Easter) — насправді дві короткі повісті про світ в якому була можливість за допомогою магії викликати демонів як описано в ґримуарах.
  - День після судного — сиквел роману Чорний Великдень.

### Засіяні зірки,англ.The Seedling Stars
Також збірка відома під «Пантропія» (англ. Pantropy) — історія про світ, де люди замість тераформування планет почали змінювати генетичний код своїх нащадків і пристосовуватись до нових умов.
- Програма «Посів» (англ. Seeding Program) — книга про винайдення пантропії. Через те що більшість вважала саму зміну вигляду людини аморальною, наукові дослідження були заборонені через деякий час після початку. Але адаптанти (ті хто був видозмінений для проживання в аміачному середовищі) заснували колонію на Ганімеді і продовжили дослідження. Оскільки пантропія значно дешевша за тераформування чи побудову куполів, «Служба портів Терра» (мілітаризована організація, що контролювала всі космічні подорожі) вирішила послати Свіні, шпигуна-адаптанта, на Ганнімед. Але останній побачивши що колонія адаптантів цілком успішно існує, перейшов на їхню сторону і допоміг запустити перший корабель-сіяч з необхідним обладнанням за межі сонячної системи щоб уникнути впливу «Служби портів».
- Життя на горищі (англ. The Thing in the Attic) — розповідь про успішний випадок «посіву» на лісистій планеті з істотами схожими на земних динозаврів. Заснована община мавпопоодібних людей, які жили на вершинах дерев, заснувала релігію побудовану на «Книзі Законів». Дана книга — це набір знань про початок існування їхньої цивілізації залишений вченими, які власне їх і створили. Група людей перестала вірити в існування творців і була вигнана з общини вниз — на землю.
- Поверхневий натяг (англ. Surface Tension) — найвідоміша історія з циклу. Ще одна історія з життя засіяної планети, яка майже повністю покрита океаном. В результаті аварії корабель-сіяч опинився в середовищі зовсім не пристосованому для людей. Без шансу врятуватися команда вирішила все ж здійснити «посів», і змінити людей для життя в водному середовищі. Історія розповідає про головні події еволюції створеного людського суспільства, як займання домінантної ролі в середовищі, заснування землеробства, а в кінці і вихід людей на сушу.
- Вододіл (англ. Watershed) — далеке майбутнє, де кількість адаптованих людей значно перевищила кількість не змінених. До Землі прямує корабель з «стандартною» командою і пасажирами-адаптантами. В результаті нераціонального поводження Земля перестала бути придатною для життя людей, і тільки адаптанти можуть жити на ній. Історія розповідає про взаємовідносини між пасажирами і командою.

### Інші романи
- 1950 — Тут не повинно бути темряви (There Shall Be No Darkness) — жахи про те як житель віддаленого маєтку виявив що він вовкулака. За мотивами оповідання був знятий фільм The Beast Must Die (1974).
- 1951 — Воїни Дня (The Warriors of Day)
- 1952 — Козирний валет (Jack of Eagles)
- 1957 — Забирайтесь з мого неба (Get Out of My Sky)
- 1957 — Зірка, що впала (Fallen Star) — історія про полярну експедицію що знайшла метеорит з закам'янілими інопланетними формами життя.
- 1958 — VOR
- 1961 — Донька Титанів (Titans' Daughter)
- 1962 — Нічні силуети (The Night Shapes)
- 1959 — Дублікат людини (The Duplicated Man) в співавторстві.
- 1968 — Зниклий літак (The Vanished Jet)
- 1971 — Всі зірки на сцені (And All the Stars a Stage)

## Нагороди і номінації
- 1959 — Премія Г'юґо за найкращий роман («Справа совісті», англ. A Case of Conscience)[6];
- 1960 — почесний гість на Всесвітньому конвенті наукової фантастики (англ. The World Science Fiction Convention);
- 1965 — номінація на премію Неб'юла за найкращу коротку повість («Готель, який затонув», англ. The Shipwrecked Hotel, в співавторстві з Норманом Л. Найтом);
- 1968 — номінація на премію Неб'юла за найкращий роман(«Чорний Великдень», англ. Black Easter);
- 1969 — номінація на премію Неб'юла за найкращу повість («Ми всі помремо голими», англ. We All Die Naked);
- 1970 — номінація на премію Неб'юла за найкращу повість («Стиль зради», англ. A Style in Treason);
- 1976 — Премія Британської асоціації наукової фантастики;
- 1977 — засновано премію імені Джеймса Бліша за найкращу критику на художній твір (перший переможець — Браян Олдісс)[7];
- 2001 — номінація на ретроспективну премію Г'юґо за найкращу коротку повість («Окі», англ. Okie, 1950)[8].
- 2002 — вибраний в «Зал слави наукової фантастики та фентезі»[9];
- 2004 — ретроспективна Премія Г'юґо за найкращу коротку повість («Землянин, повернись додому», англ. Eartmen, come home,1953)[10].;
- 2004 — ретроспективна Премія «Г'юґо» за найкращу повість («Справа совісті», англ. A Case of Conscience,1953)[10];